# Station Bjørnfjell
Station Bjørnfjell is een spoorwegstation in Bjørnfjell in de gemeente Narvik in fylke Nordland in Noorwegen. Het station, op ruim 500 meter hoogte, ligt aan Ofotbanen die Narvik verbindt met Luleå in Zweden. Er stopt dagelijks een trein in de richting Narvik en twee treinen richting Zweden.

## Externe link

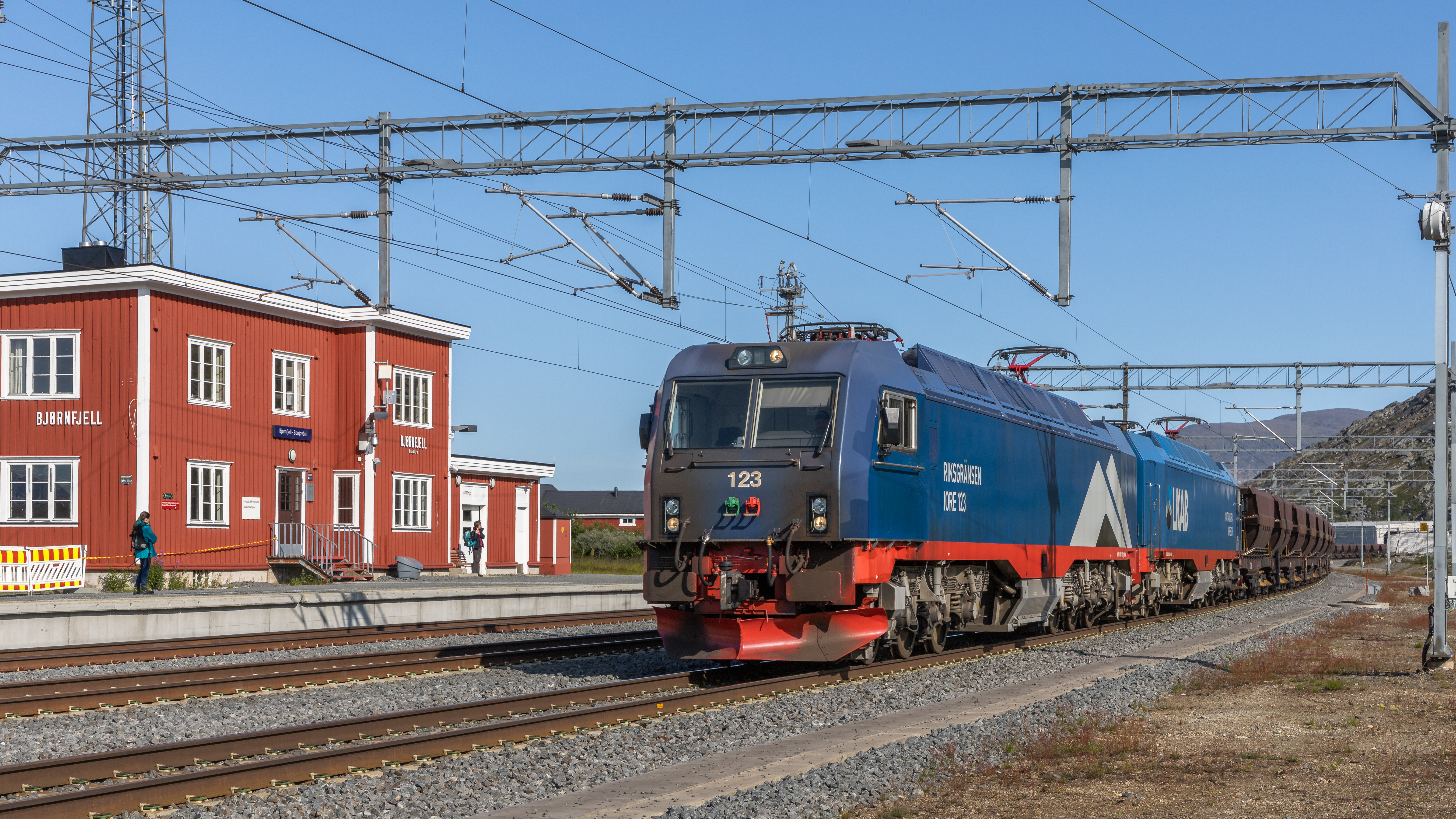
Goederentrein bij het station in 2019

## Verbindingen
| Serie | Treinsoort                           | Route                                                                               | Bijzonderheden                               |
| ----- | ------------------------------------ | ----------------------------------------------------------------------------------- | -------------------------------------------- |
| 30    | Intercity / Stoptrein (SJ / Norrtåg) | Luleå – Boden – Gällivare – Kiruna – Björkliden – Riksgränsen – Bjørnfjell – Narvik | Stopt op sommige stations alleen op verzoek. |